# Жирний Олександр Миколайович
Олекса́ндр Микола́йович Жи́рний (рос. Александр Николаевич Жирный, нар. 25 лютого 1987, Міас) — російський та український біатлоніст. В минулому член збірної команди Росії Б з біатлону. З 2014 року виступає за Україну.
Майстер спорту міжнародного класу (2012). Бронзовий призер чемпіонату Європи з біатлону 2012 в естафеті (у складі збірної Росії). Срібний призер чемпіонату Росії в літньому біатлоні 2013 року у складі збірної Башкортостану. Переможець II Всеросійської зимової Універсіади (2012). Переможець і призер чемпіонатів та першостей Росії з біатлону.
Працював спортсменом-інструктором ГАУ СДЮШОР з біатлону Республіки Башкортостан (2010).
Освіта середньо-технічна — Уфимський механіко-технологічний коледж.
З 2014 року тренується у складі збірної України. Представляє Київську область, товариство «Динамо».